# Пушкаш Ласло Ласлович
Ласло Ласлович Пушкаш (22 лютого 1941, Ужгород — 24 листопада 2023) — український греко-католицький священник Мукачівської єпархії, живописець; член Спілки художників України.

## Біографія
Народився 22 лютого 1941 року в місті Ужгороді (тепер Закарпатська область, Україна) в священничій сім'ї. 1965 року закінчив кафедру художнього текстилю Львівського інституту прикладного та декоративного мистецтва (викладачі Карло Звіринський, Іван Скобало, Вітольд Манастирський, Андрій Коцка). За дипломну роботу — оформлення декоративними тканинами міжнародного туристичного табору «Верховина» та гобелен «Дружба народів» (керівник Євген Володимирович Арофікін), отримав відмінну оцінку.
Жив у Львові, в будинку на вулиці Леніна, 54, квартира 7.

## Творчість
Працював в галузі монументального та станкового живопису. Серед робіт:
- «Верховинська наречена» (1965);
- «Рядовий Катахметов із земляками» (1966);
- «Свято» (1967);
- «Дівчата з-під Великого Верху» (1967);
- «Дівоче коло» (1968);
- «Бабине літо» (1970);
- «Свято на нашій вулиці» (1970);
- «Пора збирання сіна» (1971).

Брав участь у всеукраїнських виставках з 1968 року, всесоюзних з 1967 року.

## Нагороди і відзнаки
- Нагорода-стипендія ім. Д'юли Дерковича (1976‒1978),
- Нагорода Міністерства культури Угорщини за видатні мистецькі досягнення (1980),
- Премія Pro Cultura Christianaа від Угорської католицької єпископської конференції (2006),
- Лицарський хрест Ордена Заслуг (2010, Угорщина),
- Пам'ятна медаль ім. Арона Мартона за зусилля докладені на благо угорської культури від Ради Фонду ім. Ґабора Бетлена (2010),
- Премія Петра Прокопа за церковне мистецтво (2011).